# Dimorphanthera dryophila
Dimorphanthera dryophila är en ljungväxtart som beskrevs av Herman Otto Sleumer. Dimorphanthera dryophila ingår i släktet Dimorphanthera och familjen ljungväxter. Utöver nominatformen finns också underarten D. d. trichoclada.